# Style herméneutique

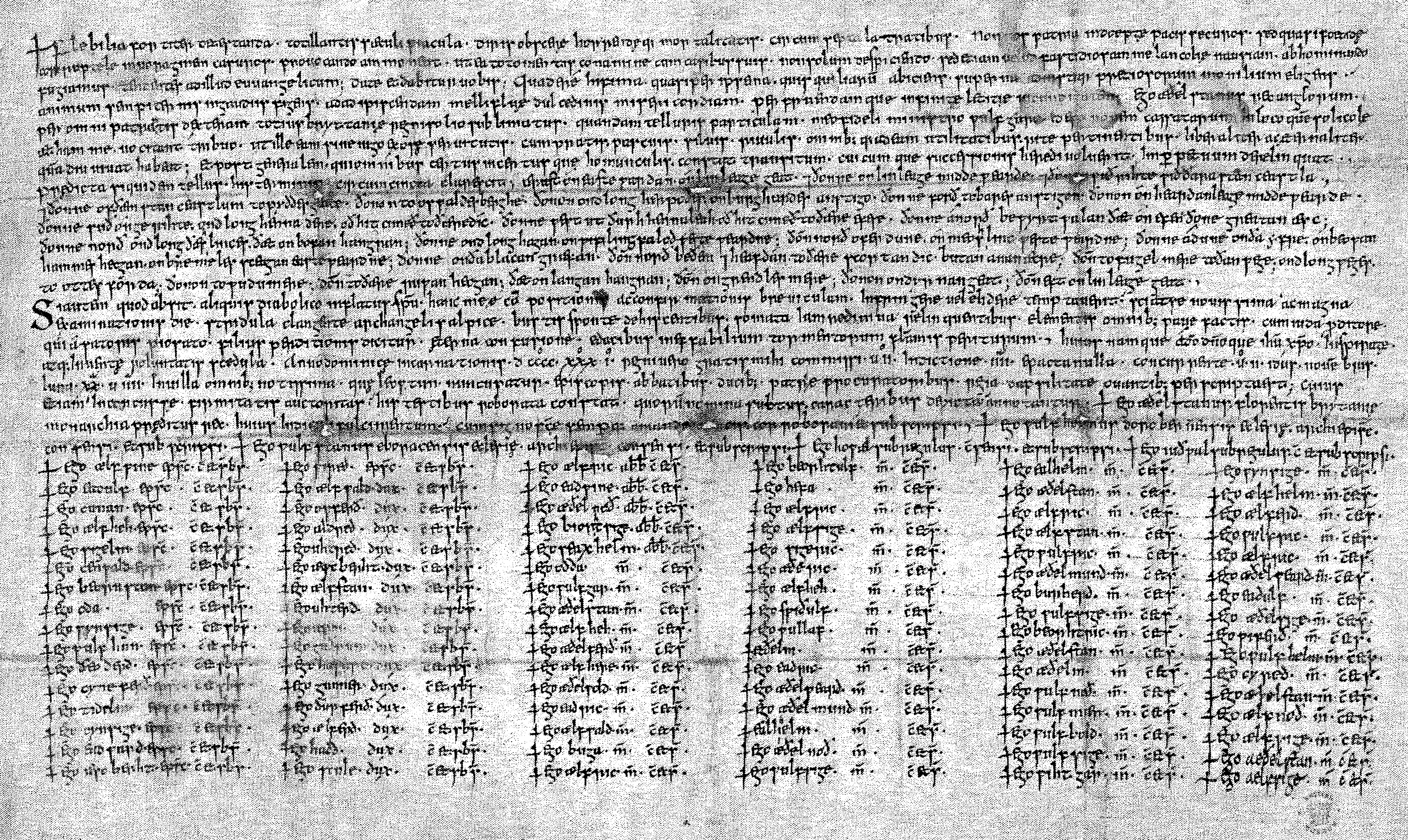
Une charte rédigée en style herméneutique par le scribe Æthelstan A en 931.

Le style herméneutique est une forme de latin employée durant l'Antiquité tardive et le Haut Moyen Âge qui se caractérise par l'utilisation de termes rares et obscurs, d'archaïsmes et de néologismes, en grande partie issus du grec ancien. Son nom ne fait pas référence à la discipline de l'herméneutique, mais aux Hermeneumata Pseudodositheana, des glossaires latin-grec du IIIe siècle.
Il trouve ses origines dans les Métamorphoses d'Apulée et se retrouve chez certains écrivains romains tardifs. Au Moyen Âge, il est particulièrement populaire en Angleterre, d'abord dans les écrits d'Aldhelm au VIIe siècle, puis durant la période de la réforme bénédictine anglaise, à la fin du Xe siècle. Il tombe en désuétude après la conquête normande.

## Définition
En 1953, l'universitaire britannique Alistair Campbell définit ce qu'il considère comme les deux grands courants du latin médiéval employé dans l'Angleterre anglo-saxonne. Le premier, qu'il décrit comme « classique », est illustré par les écrits du moine northumbrien Bède le Vénérable, alors que le second est principalement influencé par ceux de l'évêque Aldhelm de Sherborne. Ce second style se caractérise par le recours fréquent à un vocabulaire rare, dont des mots grecs piochés dans des glossaires dits « herméneutiques ». Andy Orchard souligne la grande différence entre la prose « limpide et directe » de Bède, dont le vocabulaire et la syntaxe proviennent principalement de la Bible, et le style « très recherché et fleuri » d'Aldhelm, qui puise davantage dans la poésie latine de l'Antiquité. Aldhelm est le plus grand érudit que connaisse l'Angleterre dans les quatre siècles qui suivent sa christianisation, avec une connaissance approfondie de la poésie latine dont ne dispose pas Bède, par exemple. Son style d'écriture reste très influent au cours des deux siècles après sa mort, en 709 ou 710, ainsi qu'à la fin de la période anglo-saxonne,.
En 1975, Michael Lapidge développe la typologie proposée par Campbell dans un article sur ce qu'il appelle le « style herméneutique ». Bien qu'il ne soit pas entièrement satisfait de ce terme, qui implique que le vocabulaire grec employé par ses utilisateurs provient essentiellement des Hermeneumata Pseudodositheana, il le reprend car il considère qu'il est entré dans l'usage académique. Plusieurs universitaires expriment à leur tour leur mécontentement vis-à-vis de ce terme par la suite, comme Jane Stevenson et Rebecca Stephenson. Cette dernière souligne notamment le risque de confusion avec la discipline de l'herméneutique et que le lien avec les Hermeneumata n'est en réalité pas fondé,. Certains chercheurs plus anciens utilisaient le terme « hispérique » pour décrire le latin herméneutique d'Aldhelm, mais ce n'est plus le cas aujourd'hui pour ne pas donner à tort l'impression que ce style est d'origine irlandaise. Cet adjectif n'est plus employé que pour décrire spécifiquement le latin irlandais de textes comme les Hisperica Famina,,.
Dans son article de 1975, Lapidge écrit :

« Par « herméneutique », j'entends un style dont la caractéristique la plus frappante est un défilé ostentatoire de vocabulaire rare, souvent très obscur et d'apparence érudite. Dans la littérature latine médiévale, ce vocabulaire relève de trois grandes catégories : (1) des archaïsmes, des mots tombés en désuétude à l'époque du latin classique et ressortis de l'oubli par les auteurs médiévaux qui les ont trouvés chez les grammairiens, ou chez Térence et Plaute ; (2) des néologismes ou de nouvelles formations ; (3) des emprunts. »

## Histoire

### Origines
Il est possible de faire remonter le style herméneutique aux Métamorphoses d'Apulée, au IIe siècle, ainsi qu'aux écrits d'Ammien Marcellin (IVe siècle) et Martianus Capella (Ve siècle). Dans les îles Britanniques, c'est au début du haut Moyen Âge qu'il apparaît chez le moine breton Gildas, le missionnaire irlandais Colomba d'Iona et l'évêque anglo-saxon Aldhelm de Sherborne, ainsi que dans des textes comme les Hisperica Famina. Après leur christianisation, les Anglo-Saxons deviennent le premier peuple d'Europe à apprendre le latin comme une langue étrangère.
Au IXe siècle, le style herméneutique gagne en prestige grâce aux traductions et aux vers du philosophe irlandais Jean Scot Érigène, qui met à profit sa grande connaissance du grec ancien pour incorporer des termes grecs rares dans ses écrits. Il devient populaire à Laon où enseigne Martin, un compatriote d'Érigène, au point que l'archevêque Hincmar de Reims écrit à son neveu Hincmar de Laon pour lui reprocher son usage ostentatoire de termes obscurs qu'il l'accuse de ne pas réellement comprendre,.

### En Europe continentale
Le style herméneutique est attesté dans plusieurs centres religieux d'Europe continentale au Xe siècle. En Italie, ses principaux tenants sont Liutprand de Crémone, Atton de Verceil et Eugenius Vulgarius. Il apparaît en Allemagne dans la Gesta Apollonnii anonyme et dans les lettres de Froumond de Tegernsee. En France, on le voit notamment dans la Historia Normannorum de Dudon de Saint-Quentin et le Libellus Sacerdotalis de Lios Monocus, mais ce sont deux autres auteurs français qui exercent une influence particulière sur l'Angleterre : Abbon de Saint-Germain-des-Prés et Odon de Cluny.
Les deux premiers livres de la Bella Parisiacæ Urbis d'Abbon décrivent le siège de Paris par les Vikings et les événements qui s'ensuivent de 885 à 895. Leur diffusion est très réduite. Afin de produire un triptyque, Abbon rédige un troisième livre qui ne concerne pas directement le siège : il s'agit d'un recueil de précepte moraux à destination des clercs, rédigé dans un latin très élaboré et avec un vocabulaire puisé dans les glossaires. Ce troisième livre rencontre un grand succès en Angleterre. Deuxième abbé de Cluny, Odon est probablement le mentor de l'archevêque de Cantorbéry Oda, partisan de la réforme bénédictine et tenant du style herméneutique. Les principaux meneurs de la réforme bénédictine, Dunstan de Cantorbéry, Oswald de Worcester et Æthelwold de Winchester, emploient tous le style herméneutique et possèdent des liens étroits avec le continent, ce qui suggère que sa popularité en Angleterre est peut-être liée à un désir de rivaliser avec l'érudition et la sophistication des monastères du reste de l'Europe.
L'un des derniers tenants du style herméneutique sur le continent est Thiofrid, abbé d'Echternach de 1081 à 1110. Ses écrits sont fortement influencés par l'œuvre et le style d'Aldhelm de Sherborne.

### En Angleterre
Si le style herméneutique n'est l'affaire que de quelques auteurs sur le continent, il est employé de manière presque universelle en Angleterre au Xe siècle. L'étude des textes difficiles y fait partie de l'apprentissage du latin depuis l'époque d'Aldhelm, qui exerce une grande influence sur les écrivains ultérieurs. Ses écrits et ceux d'Abbon sont abondamment étudiés en Angleterre, bien plus que dans le reste de l'Europe, notamment le De Virginitate d'Aldhelm. Dans les années 980, un érudit anglais écrit à l'archevêque Æthelgar pour lui demander la permission d'aller étudier ce texte à Winchester, car il se plaint d'être intellectuellement affamé,,.
La culture latine en Angleterre décline au IXe siècle, notamment à cause des invasions vikings, mais elle connaît un renouveau à la fin du siècle sous le règne d'Alfred, grand admirateur d'Aldhelm. La biographie d'Alfred rédigée par le moine gallois Asser présente quelques caractéristiques du style herméneutique,. Afin de restaurer les lettres anglaises, Alfred invite à sa cour des érudits venus du continent, parmi lesquels Jean le Vieux-Saxon. Selon Lapidge, le poème que ce dernier écrit pour glorifier le futur roi Æthelstan marque les débuts du renouveau du style herméneutique,.
Dans les années 920 et 930, plusieurs érudits étrangers invités à la cour d'Æthelstan contribuent au renouveau du style herméneutique, notamment Israël le Grammairien. L'une des premières occurrences de ce style figure dans une série de chartes composées entre 928 et 935 par un scribe anonyme appelé « Æthelstan A » par les historiens modernes. Son latin est influencé par Aldhelm et des textes hiberno-latins peut-être introduits en Angleterre par Israël,,,. Ses chartes se caractérisent par leur langage très élaboré, avec un vaste vocabulaire, des images frappantes et de nombreuses figures de style. Pour Mechthild Gretsch, ce n'est pas un hasard si les chartes d'Æthelstan A apparaissent après la conquête de la Northumbrie par les Anglais en 927 : le style herméneutique, associé à un passé intellectuel glorieux, est mis à contribution pour exalter le triomphe politique et militaire d'Æthelstan.
L'archevêque de Cantorbéry Oda (mort en 958) n'a laissé qu'un bref texte dans le style herméneutique, mais l'influence qu'il exerce sur son protégé Frithegod est palpable dans les Breviloquium vitæ Wilfridi, une hagiographie en vers de l'évêque Wilfrid décrite par Michael Lapidge comme « le texte anglo-latin le plus difficile de toute la période antérieure à la conquête normande ». Le style herméneutique est pratiqué avec « enthousiasme et élégance » à Cantorbéry au milieu du Xe siècle. Il est également populaire dans les autres communautés monastiques associées à la réforme bénédictine : l'abbaye de Ramsey, l'abbaye de Glastonbury et l'Old et le New Minster de Winchester. Quelques différences sont perceptibles entre les productions de ces différents monastères : les moines de Cantorbéry ont un penchant pour les néologismes, tandis que ceux de Winchester préfèrent les grécismes. Le principal érudit de Ramsey, le moine Byrhtferth, a quant à lui fréquemment recours à des adverbes polysyllabiques rares.  Il commet parfois des solécismes en surestimant sa maîtrise du latin. Le texte fondamental de la réforme, la Regularis concordia, est rédigé par l'évêque Æthelwold de Winchester dans un style herméneutique fortement influencé par celui d'Aldhelm,,.
Tous les utilisateurs du style herméneutique sont des hommes d'Église, à l'exception notable de l'ealdorman Æthelweard, auteur d'une traduction en latin herméneutique d'une version perdue de la Chronique anglo-saxonne,. Les historiens contemporains considèrent son style excentrique et incompréhensible par endroits. Angelika Lutz estime qu'il témoigne de l'influence de la poésie héroïque anglo-saxonne en plus de celle des sources grecques et latines.

### Déclin et postérité
Après la conquête normande de l'Angleterre, le style herméneutique est rejeté par les auteurs anglo-normands. Le chroniqueur du XIIe siècle Guillaume de Malmesbury exprime son dégoût d'une langue qu'il juge grandiloquent,,. L'historien Frank Stenton estime que la biographie herméneutique d'Oswald par Byrhtferth, « un texte désordonné, écrit dans une prose flamboyante, alourdie d'un vocabulaire étrange qui nécessite des explications interlinéaires », donne une mauvaise image du niveau de l'érudition anglaise à l'époque qui n'est pas vraiment justifiée,.
Michael Lapidge regrette que les historiens contemporains jettent le plus souvent un regard négatif sur le style herméneutique et les auteurs qui y ont eu recours, « congédiés avec dédain comme de vulgaires Dogberry (en) ». Selon lui, ce style est une caractéristique fondamentale de la culture anglo-saxonne tardive et mérite d'être réévalué, même s'il paraît déplaisant à des lecteurs modernes.